# بيير دوتشسن
بيير دوتشسن هو كاتب عدل وسياسي كندي، ولد في 27 فبراير 1940 في مالبي في كندا. انتخب Lieutenant Governor of Quebec ‏.